# 公孫表
公孫 表（こうそん ひょう、360年 - 423年）は、北魏の軍人。字は玄元。本貫は燕郡広陽県。

## 経歴
遊学して諸生となった。西燕の慕容沖の下で尚書郎をつとめ、慕容垂が長子を落とすと後燕に従った。慕容宝が北魏に敗れて敗走すると、公孫表は北魏に帰順した。東晋に対する使者をつとめ、尚書郎に任じられた。後に博士となった。道武帝は後燕の滅亡のありさまを見て、国の風俗を質朴に保つことが重要と考えており、公孫表が『韓非子』を献上したので賞賛された。
明元帝の初年、公孫表は元屈の下で軍事に参与し、吐京の胡を討ったが敗北した。敗戦に先だって公孫表が元屈を諫めていたことが明元帝の目にとまり、固安子の爵位を受けた。河西の劉虎が流民を集めて上党で反乱を起こし河内郡に侵入すると、公孫表は命を受けてこれを征討したが、敗北して明元帝を失望させた。
416年、東晋の劉裕が北魏に侵攻すると、兗州刺史の尉建は東晋の攻勢の前に滑台を放棄して逃亡した。公孫表は明元帝の命を受けて叔孫建の下で枋頭に駐屯して防備にあたった。422年に劉裕が死去すると、北魏軍は河南の奪回をはかった。公孫表は明元帝に献策して、呉兵将軍・広州刺史となった。滑台を陥落させ、宋の将軍の翟広らを土楼で撃破し、虎牢を包囲した。しかし虎牢攻撃に苦戦し、北魏軍に多数の死傷者を出したため、公孫表に対する明元帝の憤懣がつのり、夜間に帳中で縊り殺された。享年は64。
子に公孫軌があった。

## 伝記資料
- 『魏書』巻33 列伝第21
- 『北史』巻27 列伝第15